# Paradiadelia rufotarsalis
Paradiadelia rufotarsalis är en skalbaggsart som beskrevs av Stefan von Breuning 1957. Paradiadelia rufotarsalis ingår i släktet Paradiadelia och familjen långhorningar.
Artens utbredningsområde är Madagaskar. Inga underarter finns listade i Catalogue of Life.